# Джо Гормлі
Джо Гормлі (англ. Joe Gormley, нар. 26 листопада 1989) — північноірландський футболіст, нападник клубу «Кліфтонвілль».

## Ігрова кар'єра
У дорослому футболі дебютував 2007 року виступами за команду клубу «Кліфтонвілль», в якій провів два сезони, взявши участь у 4 матчах чемпіонату.
Протягом 2011—2015 років захищав кольори команди клубу «Крумлін Стар».
Своєю грою за останню команду знову привернув увагу представників тренерського штабу клубу «Кліфтонвілль», до складу якого повернувся 2011 року. Цього разу відіграв за белфастську команду наступні чотири сезони своєї ігрової кар'єри. Більшість часу, проведеного у складі «Кліфтонвілля», був основним гравцем атакувальної ланки команди. У складі «Кліфтонвілля» був одним з головних бомбардирів команди, маючи середню результативність на рівні 0,64 голу за гру першості.
Згодом з 2015 по 2016 рік грав у складі команд клубів «Пітерборо Юнайтед» та «Сент-Джонстон» (на правах оренди).
До складу клубу «Кліфтонвілль» приєднався 2017 року. Станом на 19 серпня 2022 року відіграв за белфастську команду 162 матчі в національному чемпіонаті.

## Титули і досягнення
Кліфтонвілль
- Чемпіон Північної Ірландії (2): 2012—13, 2013—14
- Володар Кубка північноірландської ліги (5): 2012–13, 2013–14, 2014–15, 2021–22, 2024–25
- Володар Кубка Північної Ірландії (1): 2023–24
- Володар Суперкубка Північної Ірландії (1): 2014

Індивідуальні
- Найкращий бомбардир чемпіонату Північної Ірландії (5): 2013—14, 2014—15, 2017—18, 2018—19, 2019—20